# محافظة البصرة
محافظة البصرة محافظة عراقية تقع في أقصى جنوب العراق، تحدّها الكويت والمملكة العربية السعودية من الجنوب، وإيران من الشرق وتشترك بحدود محلية مع كل من محافظتي ذي قار وميسان شمالاً، ومحافظة المثنى غرباً، ومركز المحافظة هو مدينة البصرة. تعد محافظة البصرة ثالث أكبر محافظة بالعراق من حيث عدد السكان (2.9 مليون نسمة حسب إحصاء عام 2018) وسادس أكبر محافظة بالعراق من حيث المساحة ( 19,070 كم2)، من الناحية الاقتصادية تشكل محافظة البصرة ميناء العراق الأوحد، ومنفذهُ البحري الرئيسي إلى الخليج العربي، كما تضم حقول النفط ومنها حقل الرميلة وحقول الشعيبة، وبحكم موقعها إذ تقع في سهول وادي الرافدين الخصبة، فإنها تعتبر من المراكز الرئيسية لزراعة الرز، والشعير، والحنطة، والدخن، كما تشتهر بتربية قطعان الماشية. وتقع على أرض متباينة التضاريس بين سهل وجبل وهضاب وصحراء، مركزها مدينة البصرة التي بناها الصحابي عتبة بن غزوان بأمر من الخليفة عمر بن الخطاب في عام 14 هـ.

## جغرافية البصرة
محافظة البصرة مقسومة جغرافياً قسمين، شرق المحافظة في القسم الجنوبي من السهل الرسوبي ومساحة هذا القسم 8514 كيلومتراً مربعاً ونسبته من المحافظة 44.6%، وغرب المحافظة في القسم الجنوبي الشرقي من الهضبة الغربية التي تُسمى صحراء الزبير، ومساحة هذا القسم 10556 كيلومتراً مربعاً ونسبته من المحافظة 55.4%.

## التركيبة السكانية
محافظة البصرة ثالث أكبر مدن العراق بعد بغداد و الموصل
و يبلغ عدد سكانها ثلاث ملايين نسمة و تبعد عن بغداد حوالي 530 كم،
 تعد البصرة منطقة ذات التنوع السكاني و يشكل الاسلام الغالبية فيها و دين الاغلبية مع تواجد قليل للديانة المسيحية و الصائبة و غيرهم، يشكل العرب من الشيعة نسبة 57% و ينتشرون في جميع مدن البصرة فيما يشكل السنة نسبة 42% في عموم المحافظة و يشكلون الاغلبية في قضاء الزبير أكبر اقضية العراق سكانا، و توجد ديانات اخرى تشكل 1% من سكان المحافظة.
```
عدد السكان الأقضية (المناطق الإدارية) لمحافظة البصرة حسب منظمة الأمم المتحدة عام 2003 م
[
6
]
```

| الأقضية | قضاء البصرة | قضاء الزبير | قضاء شط العرب | قضاء المدينة | قضاء ابو الخصيب | قضاء القرنة | قضاء الفاو | المجموع   |
| ------- | ----------- | ----------- | ------------- | ------------ | --------------- | ----------- | ---------- | --------- |
| العدد   | 800,000     | 350,000     | 211,000       | 190,000      | 153,000         | 103,000     | 51,000     | 1,858,000 |

## تاريخ البصرة
أسّسها الصحابي عتبة بن غزوان المازني في زمن الخليفة عمر بن الخطاب، بعد أن أرسله سعد بن ابي وقاص لإتمام الفتح الإسلامي بعد معركة القادسية فدخلها وغَنِم المغانم العظيمة في سنة 14 هجرية. واستأذن عتبة الخليفة عمر بن الخطاب في بناء المسجد ودارٍ للإمارة من القصب غرب نهر الفرات لكي لا يمنعه النهر عن المدينة ومكة وبنى الناس دورهم حولها. وكانت البصرة أول مدينة تُبنى بعد الفتح الإسلامي، وتم بناء مدينة الكوفة بعدها وسميتا المصرين أو البصرين في عهد الخليفة عمر بن الخطاب.
ووقعت في مدينة البصرة موقعة الجمل بين علي بن أبي طالب من جهة وبين طلحة والزبير وعائشة بنت أبي بكر في الخامس من شوال سنة 36 هـ.

## الأقضية التابعة إداريا لمحافظة البصرة
تتبع محافظة البصرة 8 أقضية:
- البصرة
- شط العرب
- القرنة
- المدينة
- الإمام الصادق
- أبو الخصيب
- الفاو
- الزبير

## أهمية محافظة البصرة

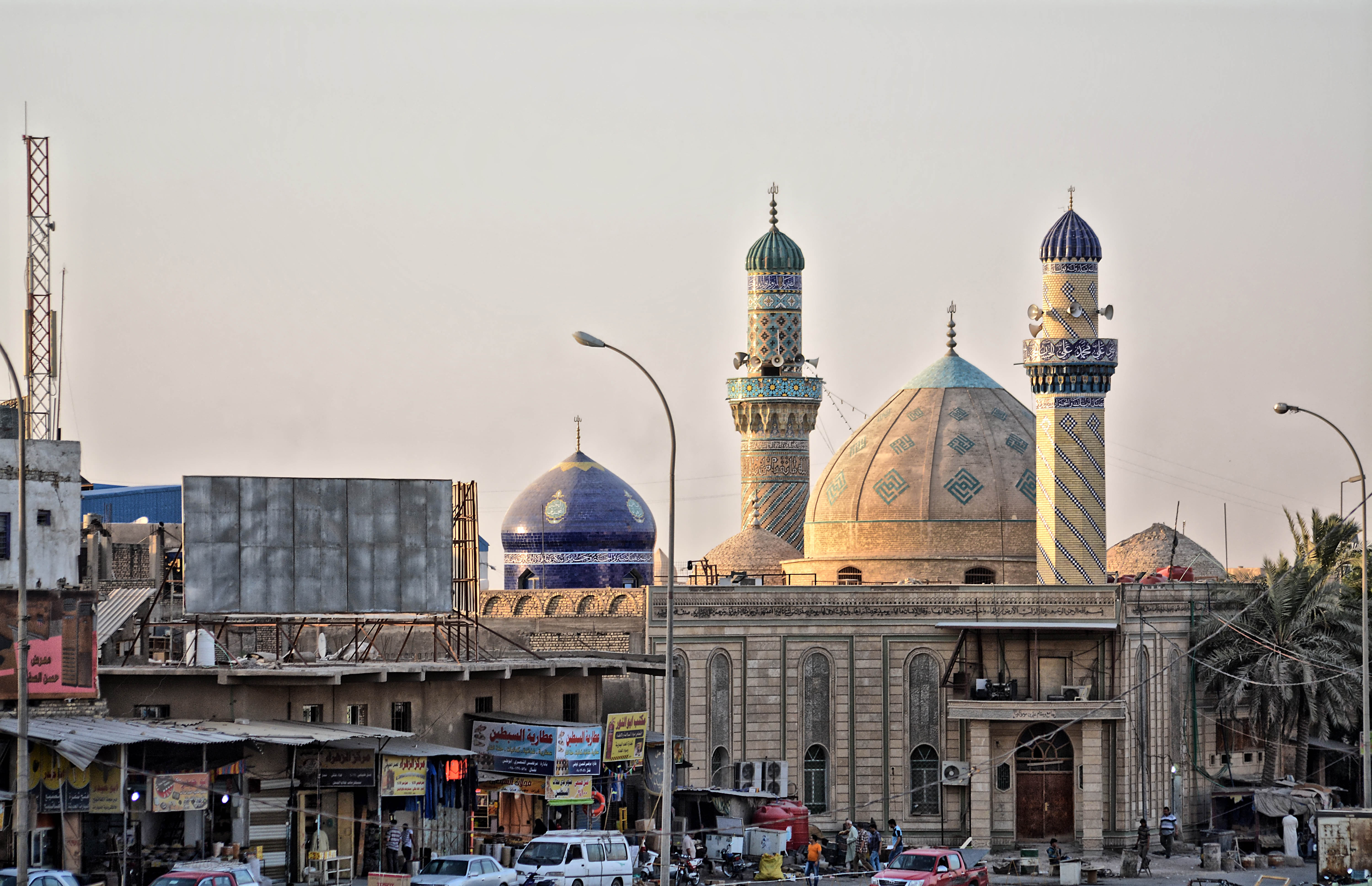
جامع المقام في البصرة

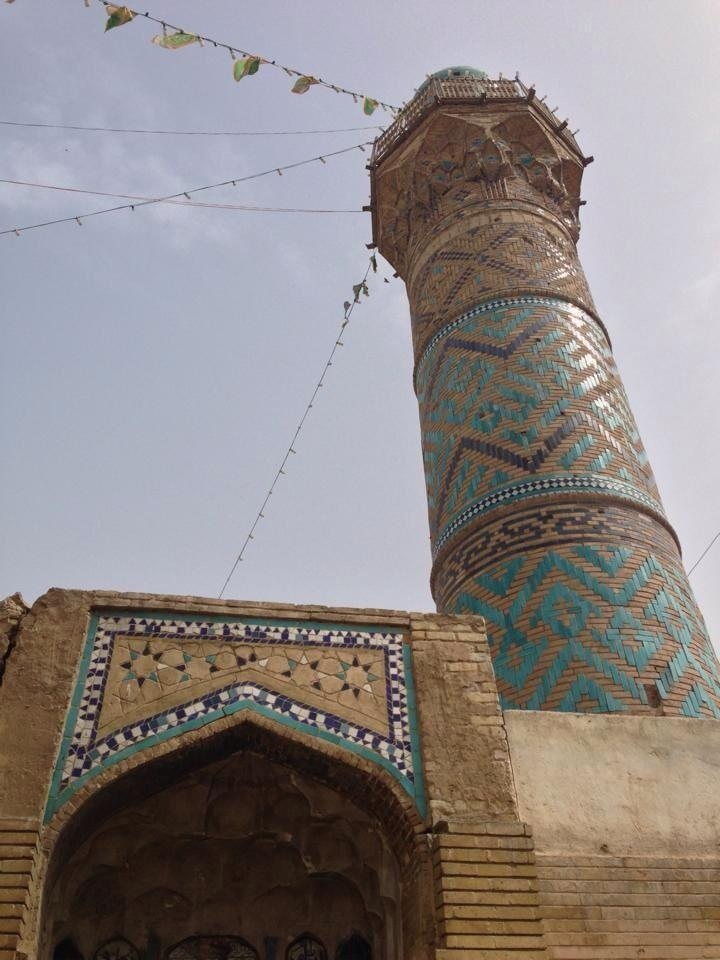
منارة جامع الكواز الاثرية القديمة في البصرة

وتعتبر محافظة البصرة ثاني أهم محافظة في العراق وذلك لإنها تعد شريان العراق من ناحية الثروة النفطية والغذائية وأيضاً تُعتبر مدينة سياحية وذلك بما تحتويه من آثار وأضرحة دينية ومقامات منها جامع خطوة الإمام علي وجامع الكواز في المشراق، وجامع المقام في منطقة العشار، وقريب منهما كان هناك معبد قديم لليهود وحالياً يستخدم مخزن، وفي منطقة الزبير يوجد مرقد ومسجد طلحة بن عبيد الله وضريح الصحابي الزبير بن العوام، وعدد كثير من المساجد والأضرحة والمراقد الأثرية، ومحافظة البصرة ذات تنوّع سكّاني حيث تحتوي على خليط متنوع من مختلف الأديان والمذاهب فتحتوي على أقليات دينية مثل ديانة الصابئة المندائية وكذلك المسيحية حيث توجد عدة مذاهب مثل السريان الكاثوليك والسريان الأرثوذكس والإنجيليين الأرمن والمسيحيين اللاتين والكلدانيين،

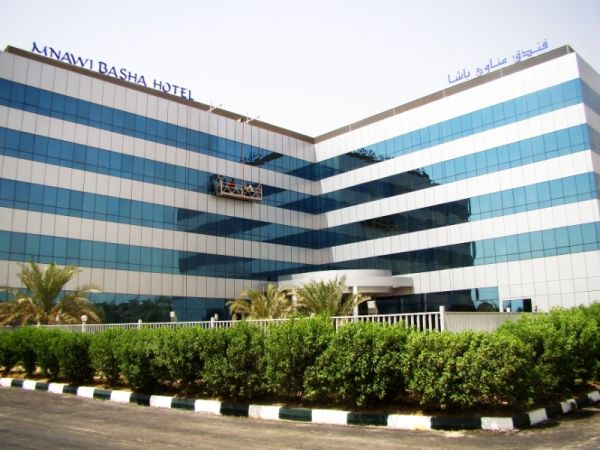
فندق مناوي باشا

وفي مدينة البصرة قضاء الزبير وهو أحد أكبر أقضية محافظة البصرة ويعد مركز للأراضي الزراعية ولمجموعة النواحي القريبة منها (صفوان، خور الزبير، أم قصر، البرجسية)، وكذلك يحتوي قضاء الزبير على حقل نفطي، يُسمّى حقل الزبير النفطي.

## الاقتصاد
يعد النفط هو المصدر الرئيسي للاقتصاد في المحافظة. يتركز النشاط الاقتصادي الصناعي الكبير في البصرة حول صناعة البتروكيمياويات، التي تشمل شركة الأسمدة الجنوبية والشركة الحكومية للصناعات البتروكيماوية. كما تقع البصرة في منطقة زراعية خصبة، يزرع فيها العديد من المنتجات الرئيسية بما في ذلك التمر حيث بلغ عدد اشجار النخيل 2,631,268 نخلة في المحافظة خلال عام 2024، وزراعة الأرز والذرة، الشعير، الدخن، القمح، بالأضافة إلى وجود الثروة الحيوانية. وإنتاج العسل حيث إنتج أكثر من 10 أطنان من العسل خلال عام 2024 في المحافظة.

## بعض مشاهير البصريين
تعد محافظة البصرة من المدن المهمة من الناحية العلمية والأدبيّة فقد أخرجت هذه المحافظة العديد من العلماء والأدباء والفقهاء، ومنهم العلامة الجاحظ صاحب كتاب البخلاء ورسائل التربيع والتدوير، والأديب اللغوي الخليل بن أحمد الفراهيدي أحد أئمة اللغة والأدب ويرجع إليه الفضل في تأسيس علم العروض ووضع أول معجم عربي، وله ريادته في اللغة العربية والنحو وعلم الموسيقى والرياضة، وكذلك تلميذه سيبويه، كما أنجبت عالم البصريات والفيزياء الحسن بن الهيثم، والزاهد العالم الحسن البصري، وواضع أصول التنقيط في الكتابة أبو الأسود الدؤلي، ومفسِّر الأحلام الشهير محمد بن سيرين، وإمام أهل الحديث في زمانهِ ومحدث البصرة أبو داود السجستاني، وغيرهم كثير من المعاصرين من أمثال الشاعر بدر شاكر السياب، والشاعر محمود البريكان، والأديب المفكّر أحمد الخفاجي.

## مناطقها السياحية
تشتهر محافظة البصرة بالعديد من المناطق السياحية التي منها وأهمها شط العرب الذي هو ناتج من التقاء النهرين العظيمين دجلة والفرات وأيضا تشتهر بمناطقها السياحية الدينية حيث يوجد في البصرة الكثير من الجوامع والمراقد والأضرحة التي يمكن أن تساهم في تطوير السياحة إذا ما تم الاعتناء بها بشكل صحيح ومنها:
- جامع باب سليمان في قضاء أبي الخصيب، في قرية سليمان.
- مرقد ومسجد طلحة بن عبيد الله ومرقد وضريح الزبير بن العوام.
- مرقد الإمام الحسن البصري.
- جامع المقام في العشار.
- جامع الكواز في المشراق.
- جامع البصرة الكبير.
- مرقد الشيخ محمد بن سيرين مفسر الأحلام.

وأيضا السياحة التراثية والتي تتكون من بعض المباني القديمة التي تسمى بالشناشيل وهي بيوت لتجار البصرة قبل حوالي 300 عام، والسياحة الثقافية مشهورة فيها حيث يجري في البصرة مهرجان أدبي وشعري هو مهرجان المربد والذي يمتد تاريخه إلى 1400 عام، وأيضا تشتهر بمطاعمها ذات الصيت الواسع التي يقف في مقدمتها مطعم أبو ستار لصاحبها الحاج أبو ستار حيث اشتهر هذا المطعم الشعبي بالصيت الواسع وأيضا مطاعم عدة وأماكن للراحة ومناطق كثيرة والتي اشتهر أهلها بطيبة قلوبهم ونشامتهم وتقاليدهم.

## البنى التحتية ومشكلة المياه في البصرة
حسب موقع بوابة المعلومات حول العراق في القسم المخصص عن الوضع الإنساني في البصرة فإن نتيجة نسب الأملاح العالية في المصادر المائية المحلية داخل البصرة، تواجه البصرة مشكلة كبيرة في إمكانية الحصول على مياه الشرب الآمنة، ففي معظم الأحيان لا يصلح استخدام مياه الشبكة العامة لغير أغراض الاستحمام والتنظيف. أما مياه الشرب فعادةً ما يتم شراؤها من صهاريج المياه أو الأسواق التي تحظى بإمدادات من منشآت بتروكيميائية تستخدم تكنولوجيا التناضح العكسي للتخلص من الأملاح الزائدة. وتسجل محافظة البصرة أداءً حسناً وفق مؤشرات البنية التحتية الأخرى إذ تعدّ إمكانية الوصول إلى خدمات الصرف الصحي والحصول على الكهرباء أعلى بكثير من المعدل الوطني في كافة أنحاء المحافظة.